# ルイス・ヴァン・ダイク
ルイス・ヴァン・ダイク（Louis van Dijk、またはLouis van Dyke、1941年11月27日 - 2020年4月12日）は、オランダのピアニスト。

## 経歴
アムステルダムでアーノルド・ルートヴィヒ・ファン・ダイクとして生まれ、アムステルダム音楽院にてピアノの独奏を学んだ。クラシック音楽のジャンルにおける即興演奏の才能で広く知られるようになっていった。ピム・ヤコブスやピーター・ファン・フォレンホーフェンと共演し、ゲヴロイゲルデ・フリーデン（Gevleugelde Vrienden、「翼のある友人たち」の意）という名義で活動を行った。
2005年9月、ハリケーン・カトリーナの被災地ニューオーリンズへの募金活動のため、コンセルトヘボウでチャリティ・コンサートを開催した。音楽家としての功績により、オランダ獅子勲章ナイトの名誉称号を授与された。
78歳でラーレンにて死去。